# Rousettus lanosus
Rousettus lanosus är en däggdjursart som beskrevs av Thomas 1906. Rousettus lanosus ingår i släktet Rousettus och familjen flyghundar. Inga underarter finns listade.
Arten listas ibland i det monotypiska släktet Stenonycteris.

## Utseende
Den rufsiga och lite styva pälsen har främst en mörk gråbrun till rödbrun färg. Ibland kan några ljusare hår vara inblandade och undersidan är lite ljusare än ovansidan. Den tjocka kragen är inte lika tydlig som hos andra släktmedlemmar. Arten har liksom andra flyghundar en långsträckt nos som saknar påfallande mönster. Flyghundens flygmembran är mörkbrun och på ovansidan täckt av flera hår. Underarmarnas längd ligger mellan 56 och 107 mm. Kroppslängden (huvud och bål) är 114 till 173 mm, svanslängden varierar mellan 9 och 25 mm och vikten är 94 till 162 g. Denna flyghund har 19 till 25 mm långa öron.

## Utbredning
Denna flyghund förekommer med flera från varandra skilda populationer i östra Afrika. Arten vistas i bergstrakter mellan 500 och 4000 meter över havet. Habitatet utgörs av fuktiga skogar, buskskogar och öppna områden med trädgrupper eller större buskar. Individerna vilar i grottor.

## Ekologi
Exemplaren bildar kolonier med flera hundra medlemmar som vilar tät intill varandra. På grund av artens lätta kranium antas att den äter mjuka frukter, pollen och nektar. Den iakttogs vid blommor av Lobelia giberroa. Individerna skapar klickljud som troligen används för ekolokaliseringen. Dräktiga honor med ett embryo dokumenterades i olika månader.

## Hot
Beståndet hotas av skogsröjningar, av jakt och av störningar vid sovplatsen. Populationen minskar men den anses fortfarande vara stor. IUCN kategoriserar arten globalt som livskraftig.